# 武庙集镇
武庙集镇，是中华人民共和国河南省信阳市固始县下辖的一个乡镇级行政单位。

## 行政区划
武庙集镇下辖以下地区：
街道社区、汪小庄村、黄土岭村、平阳村、长江河村、锁口村、皮冲村、刘中楼村、迎水寺村、余楼村、钱老楼村、新店村、徐小店村、邓岭村、太平村、汪楼村和李瓦房村。